# ديوغو أنطونيو ألبرتو
ديوغو أنطونيو ألبرتو هو لاعب كرة قدم موزمبيقي، ولد في 1 مارس 1989 في موزمبيق. شارك مع منتخب موزمبيق لكرة القدم. أما مع النوادي، فقد لعب مع نادي فروفياريو دي مابوتو ‏.

## وصلات خارجية
- ديوغو أنطونيو ألبرتو على موقع قاعدة بيانات كرة القدم.إي يو (الإنجليزية)
- ديوغو أنطونيو ألبرتو على موقع ناشيونال فوتبول تيمز (الإنجليزية)
- ديوغو أنطونيو ألبرتو على موقع Soccerway.com (الإنجليزية)